# Aleksander Nevskij Kirke

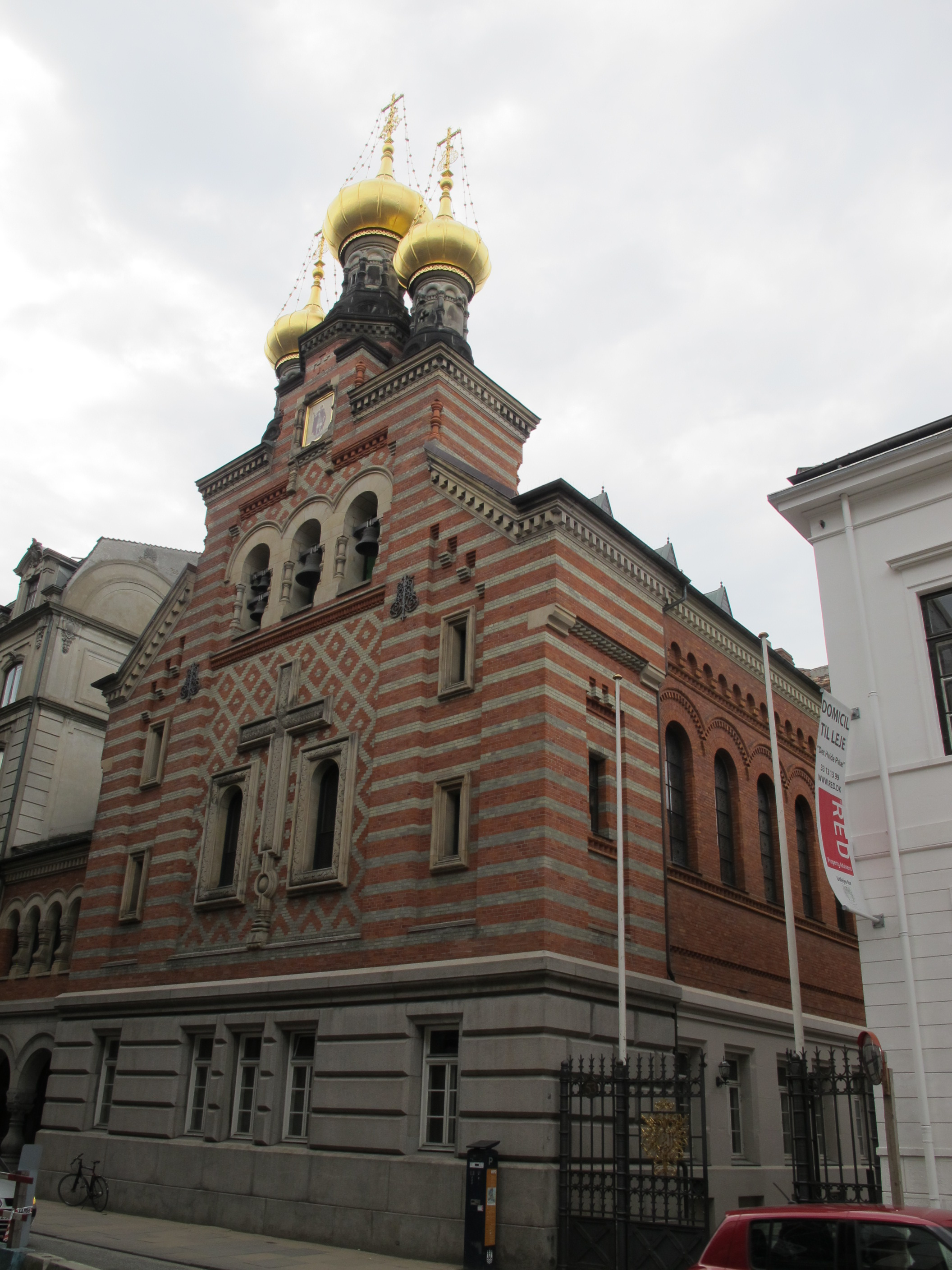
Alexander-Newski-Kirche

Die Aleksander Nevskij Kirke (deutsch: Alexander-Newski-Kirche) ist die einzige russisch-orthodoxe Kirche in Kopenhagen. Sie wurde zwischen 1881 und 1883 von der russischen Regierung anlässlich der Hochzeit der Prinzessin Dagmar von Dänemark mit Alexander Alexandrowitsch am 9. November 1866 und ihrer anschließenden Krönung zu Zar Alexander III. von Russland und Zarin Maria Fjodorowna erbaut und ist dem russischen Schutzheiligen Alexander Newski gewidmet.

## Geschichte
Seit Mitte des 18. Jahrhunderts hielt die russische Botschaft in Kopenhagen ihre Gottesdienste in einer kleinen Kapelle in der Laksegade und später in der Store Kongensgade ab. Ein Jahr bevor Maria Fjodorowna Kaiserin wurde, befahl ihr Mann am 2. April 1880, in Kopenhagen einen Platz für den Bau der Kirche in der Nähe des königlichen Schlosses Amalienborg zu kaufen. Im folgenden Jahr wurden 300.000 Rubel + (70.000 aus den persönlichen Mitteln des Zars) für den Bau bereitgestellt. Der Kauf des Grundstücks an der Bredgade wurde von Carl Frederik Tietgen arrangiert, und es wurde berichtet, dass der Zar den gewählten Standort aus religiösen Gründen missbilligte, da orthodoxe Kirchen traditionell freistehende Gebäude sein mussten. Die Alexander-Newski-Kirche wurde von 1881 bis 1883 von der russischen Regierung erbaut.
Die Kirche wurde von dem russischen Architekten Dawid Grimm entworfen, der Professor an der Russischen Akademie der Künste in Sankt Petersburg war. Sein Projekt war zuvor im Rahmen eines Architekturwettbewerbs aus 15 Beiträgen ausgewählt worden. Als Bauleiter fungierte der dänische Architekt Albert Nielsen unter der Aufsicht von Ferdinand Meldahl.
Am 8. September 1883 kam Propst Janysev, Kanzler der Geistlichen Akademie Sankt Petersburg, nach Kopenhagen, um die Kirche zu weihen, unterstützt vom Pfarrer und einem Mönch aus dem Alexander-Newski-Kloster in Sankt Petersburg. Vertreter des dänischen, russischen und griechischen Königshauses waren bei der Zeremonie anwesend.
Nach dem Ersten Weltkrieg wurde die Alexander-Newski-Kirche zum Zentrum der russischen Emigration, angeführt von der Zarenwitwe Maria Fjodorowna, die mit ihren Töchtern, den Großfürstinnen Xenija und Olga, das Schicksal aller russischen Flüchtlinge teilte, die fern ihrer Heimat Rettung vor dem bolschewistischen Terror suchten. Als die Kaiserin 1920 in ihre Heimatstadt zurückkehrte, besuchte sie fast jeden Sonntag die Kirche, um für ihren Sohn, den Märtyrer Zar Nikolaus II. zu beten, an dessen Tod sie bis zu ihrem Tod nicht glauben wollte. Am 19. Oktober 1928 wurde sie hier von Metropolit Eulogius Georgijewski in Anwesenheit von Mitgliedern des dänischen Königshauses und anderen Vertretern der europäischen Höfe beigesetzt.
Mit dem Wechsel des Metropoliten Eulogius Georgijewski in das Patriarchat von Konstantinopel wurde die Gemeinde Teil des westeuropäischen Exarchats der russischen Kirchengemeinden. Diese Stellung blieb auch unter dem nächsten langjährigen Rektor, dem aus Riga stammenden Pfarrer Alexis Tsypurdejew, lange erhalten. 1973 spaltete sich die Gemeinde, ein Teil schloss sich der Russischen Orthodoxen Kirche im Ausland (ROCOR) an. Die Übergetretenen begannen, im Keller der Kirche zu beten, und Priester aus Deutschland, vor allem Vladyka Philotheus aus Hamburg, besuchten sie. Nach dem Tod des Protopriesters Alexis wurde die Gemeinde wiedervereinigt und der ROCOR unterstellt. In den Jahren 1988–1998 wurde sie von Hegumen Andrew Biron, einem ehemaligen Katholiken, geleitet. Unter seiner Leitung wurden im Innenraum acht große Ikonen auf Goldgrund geschaffen, die verschiedene Heilige darstellen. Sie wurden in München von der Künstlerin K. Sikoyeva gemalt.
Im Jahr 1997 kam es zu einer erneuten Spaltung der Gemeinde. Einige Anhänger wechselten dabei in das Moskauer Patriarchat. Die sich in einer Halle an der Strandpromenade zum Gebet versammelten.
1998 wurde im Hof der Alexander-Newski-Kirche eine Bronzebüste der Kaiserin enthüllt, eine Kopie des Werks von Mark Antokolski.
Die Kirche gehört zur Berliner Russischen Orthodoxen Diözese innerhalb der Russischen Orthodoxen Kirche im Ausland. Ihr bischöflicher Vikar ist Metropolit Mark Arndt von Berlin und Deutschland.

## Beschreibung
(Quelle )

### Außen
Die Alexander-Newski-Kirche befindet sich in der Frederiksstaden auf der Westseite der Bredgade im Zentrum von Kopenhagen. Die Kirche befindet sich in der Mitte eines kleinen, gepflasterten und gefliesten Grundstücks mit dem Fassadengiebel zur Bredgade hin. Ein kleines Seitengebäude verbindet die Kirche mit der Häuserreihe an der Bredgade im Süden, während ein verziertes schmiedeeisernes Gitter mit einem zweiflügeligen Tor mit Vergoldung das Kirchengebäude mit der Häuserreihe im Norden verbindet. Die Kirche wurde im russisch-byzantinischen Stil erbaut. Das Gebäude ruht auf einem starken Sockel aus Bornholmer Granit zur Straße hin, und das Erdgeschoss und das Gesims sind aus Granit. Der Rest der Giebelfassade besteht aus gemusterten grauen und roten Ziegeln, die an den Ecken um einen Erker gezogen sind und mit Firstdächern abgeschlossen werden, die drei vergoldeten Zwiebelkuppeln, die mit majestätischen Kreuzen gekrönt sind. Die Giebelfassade ist mit dekorativen Elementen aus Ziegeln und Sandstein verziert, darunter ein zentral platziertes Sandsteinkreuz, über dem eine Arkade mit drei rundbogigen Nischen sechs aufgehängte Glocken trägt. Auf einem Giebel zwischen der Arkade und der mittleren Kuppel befindet sich eine Nische mit einer Ikone des heiligen Fürsten Alexander Newski. Sie wurde von Fedor Bronnikow auf eine Platte aus Vulkangestein gemalt. Die anderen Wände bestehen aus einem hell verputzten Erdgeschoss über einem niedrigen, grau verputzten Sockel, einem Kordongesims und darüber einer leeren roten Wand. Das Mauerwerk ist mit gesägten Gesimsen, rundbogigen Sockeln und bogenförmigen Friesen aus roten Ziegeln verziert, die sich darüber befinden. Die Wände schließen mit einem kräftigen Hauptgesims ab, das teilweise aus roten Ziegeln und teilweise aus einem weiß verputzten Blockzahngesims besteht. Der Zugang zum Erdgeschoss erfolgt über eine ältere zweiflügelige Kassettentür mit Milchglas in den oberen Feldern und einem oberen Fenster darüber, während der Zugang zum Untergeschoss über eine Granittreppe und zwei ältere Kassettentüren mit Scheiben in den oberen Feldern erfolgt, die in bogenförmige Türöffnungen eingesetzt sind. Im Untergeschoss befinden sich zweibogige Fenster, im Erdgeschoss zweibogige dreiteilige Fenster mit einem Klappfenster oben, und im ersten Stock, der in den Kirchenraum führt, sind die ursprünglichen rundbogigen, zehnteiligen Eisenfenster mit sandgestrahlten Motiven zu sehen. Außerdem gibt es noch einige ältere, einfach gerahmte Eisenfenster, ebenfalls mit sandgestrahlten Motiven.

### Seitengebäude
Das Seitengebäude ist ebenfalls aus Ziegeln gebaut, aber mit zwei niedrigeren Stockwerken unter einem kupfergedeckten Dach. Das untere Stockwerk der Straßenseite besteht aus Bornholmer Granit. Zwei Granitstufen führen zum Haupteingang, der durch eine doppelbogige Granitarkade mit einem reich verzierten Mittelpfeiler gekennzeichnet ist, in dem sich zwei neuere zweiflügelige Rundbogentore aus Eichenholz mit Füllungen im unteren Teil und Glas im oberen Teil befinden. Das erste Stockwerk besteht aus glänzendem rotem Backsteinmauerwerk mit vier rundbogigen, älteren Eisenfenstern mit sandgestrahlten Motiven in einer profilierten Sandsteinarkade. Sowohl die Straßen- als auch die Hofseite sind mit einem weiß verputzten Blockgesims abgeschlossen. Die Hofseite hat ein weiß verputztes Erdgeschoss und ein Kordongesims über einem niedrigen, grau verputzten Sockel, während die Wand darüber aus glänzendem rotem Ziegelmauerwerk besteht. Auf der Hofseite befinden sich zwei ältere, rundbogige Eisenfenster mit sandgestrahlten Motiven in rundbogigen Fensterflügeln, die abwechselnd mit dunklen glasierten Kacheln versehen sind.

### Innen
Das Erdgeschoss der Alexander-Newski-Kirche, bestehend aus Pfarrhaus, Pfarrsaal, Büro, Kapelle, Gemeinschaftsraum, zwei Zimmern und einer Bibliothek mit Zugang vom Innenhof, hat neuere Fliesenböden, ältere Dielenböden, verputzte Wände und gewölbte Decken mit Stuckgesimsen. Mehrere ältere Bauteile und Details sind erhalten, darunter Sockelleisten und Vertäfelungen, ein- und zweiflügelige Türen mit Rahmen, Griffen und Scharnieren, Ofennischen mit älteren Holzöfen im Stil von Säulenöfen, die jedoch vom Keller aus befeuert werden. Das Untergeschoss wird als Lager und Küche genutzt. Eine ältere Treppe führt in das Untergeschoss, das sich durch neuere Fliesen-, Linoleum- und Teppichböden, profilierte Fußböden, weiß getünchte Wände, neuere Türen und Decken mit Moniergewölbe auszeichnet. Einige ältere getäfelte Türen sind erhalten. Die Haupttreppe, die zum Kirchenraum im ersten Stock führt, befindet sich im Seitengebäude. Das Haupttreppenhaus ist mit einer reich verzierten zweiläufigen Treppe aus italienischem Marmor ausgestattet, die Wände sind mit Psalmtexten geschmückt, die robusten und verzierten Balustraden und Brüstungen sind aus Marmor. Die Fußböden sind mit schwarzen und weißen Marmormosaiken ausgelegt. Der Raum ist durch Arkaden in ein Hauptschiff und zwei Seitenschiffe unterteilt, die von vierfachen Marmorsäulen getragen werden, die auf starken Eisensäulen ruhen. Die Wände sind wie die Arkaden bemalt und die reich geschnitzte Kassettendecke ist mit byzantinischen Goldornamenten auf dunklem Grund bemalt. An der Rückwand befindet sich ein Gemälde von Bronnikov „Christus zähmt den Sturm“ (Matthäus 8,23–27 ). Rechts vom Eingang befindet sich ein Gemälde von Alexei Bogoljubow „Der Gang auf dem Wasser“ (Matthäus 14,22–36 ). Auf beiden Seiten des Altars befinden sich hagiografische Gemälde des Heiligen Alexander Newski, gemalt von dem berühmten russischen Künstler Iwan Kramskoi. Auf dem einen ist der junge Fürst mit seinem Gefolge vor der Schlacht an der Newa in der Sophienkathedrale betend dargestellt. Das anderen Gemälde zeigt die letzte Stunde des irdischen Lebens des Heiligen und seine Tonsur im Schema im Feodorowski-Kloster in der Stadt Wolschsk. In der rechten Ecke des Altars befindet sich ein großes Reliquiar mit Ikonen und Reliquien unter Glas. Es handelt sich um das „Kabinett von Maria Theodorowna“, einen Ikonenschrein aus dem Besitz der verstorbenen Kaiserin. Eines der Heiligtümer der Kirche ist die wundertätige Ikone der Gottesmutter von Kopenhagen-Jerusalem, die „weinende“, d. h. Tränen vergießende Ikone. Diese Ikone wurde von russischen Mönchen vom Berg Athos in die Kopenhagener Kirche gebracht, um die Zarenwitwe zu trösten. Eine Kopie der Ikone wurde der Peter-und-Paul-Kathedrale in der Peter-und-Paul-Festung in St. Petersburg zum Gedenken an die Überführung der sterblichen Überreste der Kaiserin Maria Fjodorowna im September 2006 geschenkt. Das Hauptschiff ist vom Altarraum durch eine Ikonostase aus Nussbaumholz mit einer Königstür in der Mitte getrennt. Die Tür, die den Himmel des Altarraums vom Boden des Kirchenschiffs trennt, ist eine Doppeltür in der Mitte, die von zwei Türen auf beiden Seiten flankiert wird. In die Doppeltür sind sechs kleine Ikonen eingelassen, während die vier Einzeltüren mit großen Ikonen geschmückt sind. Der Altarraum  hat einen Boden der mit Marmormosaiken bedeckt ist, die Wände sind mit Fresken bemalt, und die Öffnungen, Arkaden und die ältere, profilierte Kassettendecke sind mit Malereien, vergoldeten Bordüren und Mustern verziert. Die Fenster im Altarraum sind mit neuen Scheiben versehen.